# Campoletis
Campoletis is een geslacht van insecten uit de orde vliesvleugeligen (Hymenoptera) en de familie Ichneumonidae.

## Soorten
- C. agilis (Holmgren, 1860)
- C. annulata (Gravenhorst, 1829)
- C. apicata (Viereck, 1925)
- C. aprilis (Viereck, 1917)
- C. argentifrons (Cresson, 1864)
- C. atkinsoni (Viereck, 1925)
- C. atypica (Viereck, 1925)
- C. australis (Viereck, 1903)
- C. banksi (Viereck, 1921)
- C. californica (Holmgren, 1868)
- C. cinctula (Holmgren, 1868)
- C. clavata (Provancher, 1875)
- C. clitellaria (Walley, 1927)
- C. cognata (Tschek, 1871)
- C. compacta (Provancher, 1885)
- C. congesta (Holmgren, 1860)
- C. conjuncta (Cresson, 1864)
- C. crassicornis (Tschek, 1871)
- C. cubicator Aubert, 1974
- C. curvicauda (Lopez Cristobal, 1947)
- C. chlorideae Uchida, 1957
- C. dilatator (Thunberg, 1822)
- C. distincta (Provancher, 1882)
- C. diversa (Viereck, 1925)
- C. dorsalis (Kriechbaumer, 1894)
- C. ensator (Gravenhorst, 1829)
- C. exarmator Aubert, 1974
- C. excavata (Smits van Burgst, 1914)
- C. fasciata (Bridgman, 1887)
- C. femoralis (Gravenhorst, 1829)
- C. flavicincta (Ashmead, 1890)
- C. fuscipes (Holmgren, 1856)
- C. gastrolinae Kusigemati, 1972
- C. gorhami (Viereck, 1925)
- C. grioti (Blanchard, 1946)
- C. heliae (Ashmead, 1896)
- C. hongkongensis Kusigemati, 1990
- C. hoppingi (Viereck, 1925)
- C. horstmanni Jussila, 1996
- C. imperfecta

Campoletis imperfecta (Kokujev, 1915)
Campoletis imperfecta (Viereck, 1925)
- C. incisa (Bridgman, 1883)
- C. incompleta (Viereck, 1925)
- C. intermedia (Viereck, 1925)
- C. julia (Viereck, 1925)
- C. kingi (Viereck, 1925)
- C. kumatai Kusigemati, 1987
- C. latrator (Gravenhorst, 1829)
- C. linearis (Viereck, 1925)
- C. lipomerus (Viereck, 1925)
- C. longicalcar (Kokujev, 1915)
- C. longiceps (Roman, 1926)
- C. luminosator Aubert, 1974
- C. madeirae Horstmann & Graham, 1989
- C. maia (Viereck, 1925)
- C. media (Viereck, 1925)
- C. melanocera (Viereck, 1925)
- C. melanomera (Viereck, 1925)
- C. mitis (Holmgren, 1860)
- C. morosa (Cameron, 1897)
- C. mucronella (Thomson, 1887)
- C. nigricoxa (Viereck, 1925)
- C. nigripes (Cresson, 1864)
- C. nigriscaposa (Viereck, 1925)
- C. obstructor (Smith, 1878)
- C. oxylus (Cresson, 1864)
- C. pacifica (Walley, 1927)
- C. parasignata (Walley, 1927)
- C. patsuiketorum (Viereck, 1917)
- C. pedunculata (Enderlein, 1914)
- C. periscelis (Kriechbaumer, 1894)
- C. plena (Provancher, 1875)
- C. postica (Bridgman & Fitch, 1885)
- C. punctata (Bridgman, 1886)
- C. pyralidis Walley, 1970
- C. rapax (Gravenhorst, 1829)
- C. raptor (Zetterstedt, 1838)
- C. rectangulator Aubert, 1977
- C. rodnensis (Kiss, 1924)
- C. rostrata Jussila, 1996
- C. rufosignata (Viereck, 1925)
- C. rugosipropodeum (Uchida, 1942)
- C. septentrionalis (Viereck, 1925)
- C. signata (Viereck, 1925)
- C. sonorensis (Cameron, 1886)
- C. sordicincta (Morley, 1916)
- C. striatipes (Ashmead, 1901)
- C. taeniolata (Viereck, 1903)
- C. takizawai Kusigemati, 1972
- C. tasmaniensis (Cameron, 1911)
- C. thomsoni (Roman, 1915)
- C. tibetana (Kokujev, 1915)
- C. tibialis (Viereck, 1925)
- C. tibiator (Cresson, 1864)
- C. trichoptili (Bauer, 1936)
- C. varians (Thomson, 1887)
- C. viennensis (Gravenhorst, 1829)
- C. vimmeri (Gregor, 1938)
- C. yakutatensis (Ashmead, 1902)
- C. zonata (Gravenhorst, 1829)